# Barjols
Barjols (okzitanisch Barjòus) ist eine französische Gemeinde im Département Var in der Region Provence-Alpes-Côte d’Azur. Der Ort hat 2995 Einwohner (Stand 1. Januar 2022) auf einer Fläche von 30,06 km². Barjols gehört zum Kanton Saint-Maximin-la-Sainte-Baume.
Der Name „Barjols“ hat seine Wurzeln im Altfranzösischen: „Barre“ bedeutet Hügel und „Jouls“ hübsch, woraus „Barjoulx“ und schließlich der heutige Name entstand.

## Geografie
Barjols liegt etwa 20 km nördlich von Brignoles und Saint-Maximin-la-Sainte-Baume, etwa 50 km von Draguignan und Manosque, und etwa 70 km von Fréjus, Marseille und Toulon in einer hügeligen, von Wald, Wein-, Oliven- und Ackerbau geprägten Landschaft, die von zahlreichen Flüsschen und Bächen durchflossen wird. Die Quelle des Fauvéry liegt nordöstlich von Barjols.

## Bevölkerungsentwicklung
| Jahr      | 1962 | 1968 | 1975 | 1982 | 1990 | 1999 | 2008 | 2017 |
| Einwohner | 2228 | 2150 | 2092 | 2016 | 2166 | 2414 | 3034 | 2979 |

## Bauwerke und Sehenswürdigkeiten
Das opulente Ortsbild von Barjols zeugt von historischer Bedeutung und Reichtum. Geschützt von einer Stadtmauer und Verteidigungstoren verbinden enge, abschüssige Gassen und überwölbte Durchgänge die an der Flanke eines Hanges gelegenen Häuser mit ihren teils bemerkenswerten Fassaden.
Wegen seiner zahlreichen Brunnen, Quellen und nicht zuletzt seinem 14.000 m² großen, schattigen Grande Place mit dem nach François-Juste-Marie Raynouard benannten Brunnen, wird Barjols auch als das Tivoli der Provence bezeichnet.
- Das Maison du Marquis de Pontevès genannte Haus ist als Monument historique klassifiziert. Es wurde im 16. Jahrhundert gebaut und verfügt über eine Renaissancefassade und ein Portal mir reich verzierten Pilastern.

- Ebenso als Monument historique gilt die Collégiale Notre-Dame-de-l’Assomption, deren Ursprünge ins 11. Jahrhundert zurückreichen. Gegen Ende des 13. Jahrhunderts wurde der Chor neu gebaut, der übrige Bau stammt überwiegend aus der Zeit von 1540 bis 1560. Die Fassade ist gotisch. Das steinerne Taufbecken liegt unter einem Tympanon aus dem 13. Jahrhundert.

### Museen
Das Maison Régionale de l’Eau, das in einem restaurierten, ehemaligen Hospital untergebracht ist, informiert in Ausstellungen und Süßwasseraquarien über den Fischbestand der Region.

## Städtepartnerschaften
Barjols unterhält eine Partnerschaft mit dem italienischen Ort Garessio im Piemont.